# Consejo Escolar de Canarias
El Consejo Escolar de Canarias es el órgano de participación de los sectores más directamente relacionados con el sector educativo en Canarias. Tiene su sede en la ciudad de San Cristóbal de La Laguna en la isla de Tenerife.
El Consejo desarrolla también una labor consultiva, de asesoramiento y propuesta al Gobierno de Canarias en relación con los distintos aspectos del sistema educativo. Asimismo, aprueba para cada curso escolar diversos informes sobre el estado de la educación canaria  y la situación del sistema educativo, donde se incluyen las propuestas de mejora de la educación que alcancen el respaldo sus miembros.
Está formado por la Presidencia, las Vicepresidencias, la Secretaría y los distintos representantes de cada sector. Funciona mediante la realización de Plenos y reuniones de la Comisión Permanente.
El Consejo Escolar de Canarias tiene cincuenta y cinco componentes. En función de la representatividad de los sectores en los que se integran, están presentes en el Consejo los distintos consejeros y consejeras.

## Composición

Consejera de Educación de Canarias
Sector representantes de Cabildos
Sector representantes municipales
Sector alumnado
Sector profesorado
Sector padres/madres
Sector centros privados y concertados
Personas de reconocido prestigio
Sector administración/servicios
Sector administración educativa
Sector universidades Canarias
Sector renovación pedagógica
Sector centrales sindicales
Sector cámaras de comercio, industria y navegación
Sector organizaciones patronales
Sector asuntos sociales
Instituto Canario de Igualdad

### Equipo directivo
- Natalia Álvarez Martín (Presidenta)
- Idafe Hernández Suárez (Vicepresidente 2º)
- Daura Afonso Medina (Secretaria)

### Sector profesorado
- José Ramón Barroso Arteaga
- Víctor Jesús González Peraza
- María Perera Suárez
- José Ángel Amador Sierra
- Gerardo Rodríguez Pérez
- Carmen Suárez Suárez

### Sector padres y madres
- José Manuel Delgado González
- Rita María Martín Méndez
- Dácil Guadalupe Hernández
- Grimanesa González Rodríguez
- Sergio Jesús de la Fe Melián
- Francisco José Cruz Casañas

### Sector alumnado (UDECA)
- Idafe Hernández Suárez
- Carla Sosa Rivero
- Laura Sofía Bracho Rodríguez
- Dácil Saavedra Rodríguez
- Daniel Rodríguez Gallart
- Claudia González Expósito

### Sector administración y servicios
- Francisca Lucía Pérez Hernández
- M.ª Candelaria Cruz Pérez

### Sector centros privados y concentrados
- Antonio Ramírez Hidalgo
- Ana María Palazón González
- Carmen Gloria Hernández Villalba

### Sector administración educativa
- Georgina Molina Jorge
- Ana Margarita Montes de Oca Brito

### Sector universidades canarias
- Victoria Aguiar Perera
- Carmen Hernández Jorge

### Sector representantes municipales
- Francisco Eulogio Linares García
- Juan Ramón Martín Pérez
- Jesús Ezequiel Domínguez González
- Margarita Eva Tendero Barroso
- Marcos Alejandro Rufo Torres
- Carlos Matías Ruiz Moreno
- Yeray Rodríguez Rodríguez

### Sector renovación pedagógica
- Isabel Teresa Gómez Gutiérrez
- Noemí Isabel de Vera Galván

### Sector centrales sindicales
- José Emilio Martín Acosta
- Ana Cecilia Pérez García

### Sector organizaciones patronales
- Manuel Chinea Medina
- José Domingo Martín Espino

### Sector representantes deCabildos Insulares
- Olaia Morán Ramírez
- María Isabel Bello Bello
- Susana Machín Rodríguez
- Tatiana Brito Gutiérrez
- María Dolores Corujo Berriel
- Rosa Elena García Meneses
- María Isabel Saavedra Hierro

### Sector representante de Consejería competente en Asuntos Sociales
- Laura Fuentes Vega

### Sector representante Cámaras Oficiales de Comercio, Industria y Navegación
- Javier Concepción Soria
- Cristóbal Castro Henríquez

### Personas de reconocido prestigio
- Esther Torrado Martín-Palomino
- Orlando Enrique Suárez Curbelo

### Instituto Canario de Igualdad
- María de la Cruz Rancel Martín